# Paradoks svemoćnosti
Paradoks svemoćnosti, paradoks svemoći ili paradoks omnipotencije (engl. Omnipotence paradox) je paradoks koji se bavi pitanjem što to svemoćno biće ne može učiniti, odnosno moguće ograničenosti svemoćnog bića.
Prema jezičnom i logičkom određenju, svemoguće biće je ono biće koje je sposobno učiniti sve. Uzimajući u obzir postojanje takvog bića, neko može postaviti sljedeće pitanje i izvesti sljedeći zaključak:
»Može li svemoguće biće stvoriti kamen toliko težak da ga ni ono ne može podići? Ako ga može stvoriti, onda postoji stvar koju ne može uraditi: podići kamen. Ako ga ne može stvoriti, onda postoji jedna stvar koju ne može napraviti: stvoriti takav kamen. U svakom slučaju, postoji stvar koje svemoguće biće ne može napraviti, što je proturječno pretpostavci da je to biće svemoguće.«
Klasično rješenje je da božja svemoć nije tolika da čini ono što je logički nemoguće, i ukazuje na to da je za njega logički nemoguće da postoji takav kamen. Također, može se govoriti i o tome da zajedno sa svemoći dolazi i sveznanje. Ako je Bog znao da će morati dići kamen u budućnosti, zašto bi stvorio takav kamen?
Često se koristi u ateizmu kao jedan od argumenata u kritici religije, zajedno uz problem zla.
Ovaj paradoks odbacili su i pokušali negirati Toma Akvinski, Alvin Plantinga i brojni drugi filozofi relgije i teodiceje.